# La Coromina (Oristà)
La Coromina és una masia d'Oristà (Lluçanès) inclosa a l'Inventari del Patrimoni Arquitectònic de Catalunya.

## Descripció
Edifici de planta rectangular format per planta baixa, pis i golfes, oritentat a migdia amb teulada a dues vessants, sent més pronunciada la vessant que cau sobre la façana.
La construcció és de pedra irregular i pedra tallada a les obertures, amb un portal adovellat de grans dimensions.
El mas està conformat per tres cossos, l'original de planta quadrada, un afegit al seu costat amb una galeria amb arcades al pis i, unida a aquest, la capella.
Davant la capella hi ha les cabanes i el femer amb un portal que conforma la lliça datada el 1871.
La capella, coberta amb una teulada a una vessant lateral, està dedicada a Sant Josep i conserva les pintures originàries de l'altar. La llinda del portal dentrada està dtada el 1823.